# Altissimo (muziek)
Altissimo (uit het Latijn: het hoogst mogelijke) wordt in de muziektheorie en muzieknotatie gebruikt om bij een muzikale passage aan te geven dat er zo hoog mogelijke tonen dienen te worden gespeeld. 
De term altissimo kan ook betrekking hebben op het hoogst mogelijke register, van (met name) blaasinstrumenten als de saxofoon. Om dan altissimo te kunnen spelen moeten er diverse speciale grepen of vingerposities op het instrument worden toegepast, en vaak in combinatie met overblazen.

## Altissimo op devioloncello
Wanneer men de toets van de cello verlaat waar de vingers en hand richting kam bewegen om te spelen, kan men op de cello spreken van altissimo. De klank is echter vaak wat doffer.  Een voorbeeld van altissimo in de celloliteratuur: in het celloconcert nr. 1 van Camille Saint-Saëns komt een passage voor waarin de noten steeds hoger worden, tot er louter nog flageoletten worden gespeeld. De cellist verlaat hierbij de toets. Daarnaast was David Popper, een bekende componist in de celloliteratuur ook vrij kwistig in het gebruik van altissimo in zijn etudes en andere composities, waaronder zijn Elfendans.
Voor de gevorderde cellist zal altissimo geen technisch probleem vormen, echter kan er zich een praktisch probleem voordoen: de snaren worden voorbij de toets bespeeld, waardoor er zich hars afkomstig van de strijkstok op de snaren bevindt. Bij het "altissimogebied" zullen de vingers zich dus erg stroef over de snaren verplaatsen zolang de snaren niet zijn schoongemaakt. Helemaal een crime wordt het wanneer de cellist met plakkerige vingertoppen daarna nog door moet spelen in lagere posities.

## Pop en Rock
De afsluiter van Sgt. Pepper's Lonely Hearts Club Band, A Day in the Life van de Beatles eindigt met een altissimo. De toon ligt zelfs boven de gehoorgrens. Dit is de eerste compositie in de popmuziek waar van dit verschijnsel gebruik werd gemaakt.
In de heavy metal is er een extended technique die men mute spelen noemt. Hierbij dempt men vlak bij de kam de snaar af. Een bijverschijnsel van deze speltechniek is dat hiermee tevens zeer eenvoudig altissimoflageoletten te spelen zijn, door de snaren zeer dicht bij de brug aan te slaan. De longitudinale golf krijgt daardoor meer energie, waardoor de boventonen luider klinken. Door met de positievinger langs de snaar te bewegen treedt er een glissando op van de 16e tot aan de 5e harmonische. De band Sonic Youth bespeelt de gitaren met een drumstok, waarmee ze polyfonische glissandi spelen dicht bij de brug. Deze speltechniek wordt tevens gebruikt in de country met een bottleneck. Pink Floyds Syd Barrett gebruikte hier in veel composities zijn Zippo-aansteker voor, zoals ook te zien is in de video Tonite Let's All Make Love in London.